# Ibn Qoutayba
Ibn Qutayba (en arabe : أبو محمد عبد الله بن مسلم بن قتيبة الدينوري soit : Abū Muḥammad ʿAbd Allāh ibn Muslim ibn Qutayba al-Dīnawarī al-Kūfī al-Marwazī (Koufa, 828 - Baghdad, 889 ap. J.-C.) est un érudit musulman, arabe, et l'un des plus grands polygraphes sunnites du IXe siècle. S'il est principalement connu pour ses ouvrages sur l'adab, il en a écrit de nombreux autres en sciences religieuses.

## Naissance et formation
Ibn Qoutayba est né à Bas̩ra en 828 (213 du calendrier hégirien). On dispose de très peu d’informations sur son enfance et son adolescence. Tout au plus peut-on examiner la liste de ses maîtres, au nombre desquels on mentionnera : 
- Ish̩āq b. Ibrāhīm b. Rāhawayh al-H̩anz̩alī (m. vers 851), théologien sunnite, disciple d’Ibn H̩anbal et protégé des T̩āhirides de Nichapur ;
- Abū H̩ātim Sahl b. Muh̩ammad al-Siǧistānī (m. vers 864), philologue et traditionniste
- Al-ʿAbbās b. al-Faraǧ al-Riyāšī, philologue et transmetteur, comme al-Siǧistānī, des enseignements d’al-As̩maʿī et Abū ʿUbayda.

## Idéologie
Ibn Qutayba s'inscrit dans le courant traditionaliste de l'islam classique. Dans son œuvre, il se veut défenseur de la Sunna et du corpus de hadiths dont les mu'tazilites et les partisans d'Abu Hanifa font une critique qu'il juge irrecevable.
Il partage la doctrine des ahl al-hadith, ces derniers s'opposaient aux rationalistes de leur époque, tant en matière de droit que de théologie. Ibn Qutayba condamne les nouveaux outils mobilisés pour étudier les hadiths, telles que la réflexion spéculative ou l'analogie. De même qu'il rejette la philosophie comme moyen de connaissance de tout ce qui a trait à la théologie (connaissance de Dieu, de l'au-delà, du monde invisible etc.), considérant que cela dépasse l'entendement humain et qu'il vaut mieux s'en tenir à la lettre du texte coranique et des hadiths.

## Carrière
Nous savons relativement peu de choses sur la carrière d’Ibn Qutayba, mais on peut supposer, à la suite de Gérard Lecomte dans l’Encyclopédie de l’islam, qu’il a profité du retour à l’orthodoxie sunnite opéré par le calife al-Mutawakkil

المتوكل et ses principaux courtisans en 846. De plus, Lecompte souligne que plusieurs de ses écrits, notamment Adab al-Kātib et Kitâb ta’wîl mukhtalif al-hadîth, semblent avoir été commandés par un proche du pouvoir califal, le vizir Abū al-H̩asan ʿUbayd Allāh b. Yahyā b. Ḫāqān.
C’est à ce même protagoniste qu’Ibn Qutayba doit sa nomination comme qād̩ī de Dīnawar vers 851. Il conserve ce poste jusqu’en 870 environ. Il semble avoir ensuite occupé un poste au sein de la justice califale (maz̩ālim) à Bas̩ra, jusqu’au sac de cette ville par les Zanǧ en 871. Il n’est pas impossible que cette dernière nomination ait été le fait d’un autre haut fonctionnaire abbasside, Saʿīd b. Maḫlad, nestorien converti à l’Islam.

## Enseignement
Après 871, Ibn Qoutayba se consacre à l’enseignement de ses œuvres dans un quartier de Bagdad jusqu’à sa mort en 889.

### Disciples
Parmi ses disciples, on mentionnera son fils Ah̩mad, qui semble avoir joué un grand rôle dans la transmission des œuvres de son père vers l’Égypte et, de là, vers l’Occident musulman, ʿUbayd Allāh b. ʿAbd al-Rah̩mān al-Sukkarī (m. en 935), Abū Muh̩ammad ʿAbd Allāh b. Ǧaʿfar b. Durustawayh et Ibrāhīm b. Muh̩ammad b. Ayyūb al-S̩ā’iġ (m. 925)

### Principaux ouvrages
Adab al-Kātib : manuel de philologie à l’usage des secrétaires d’administration, précédée d’une fameuse introduction, parfois considérée comme une profession de foi politique et culturelle.
- Les Arabes (Kitāb al-ʿArab) : ouvrage sur les mérites comparés des Arabes, des Perses et des Ḫurāsāniens
- Les Boissons (Kitāb al-ašriba) : fatwās sur les boissons écrites dans le style de l’adab
- Les Motifs de la poésie (Maʿānī al-šiʿr) : ouvrage recensant les principaux thèmes poétiques en usages à son époque
- Les Célébrités (K. al-maʿārif) : notices biographiques sur les célébrités de l’histoire arabo-musulmanes
- La Poésie et les poètes (K. al-šiʿr wa-l-šuʿarā’) : notices biographiques de poètes depuis l’antéislam jusqu’au IXe siècle, précédée d’une introduction théorique sur la poésie.
- Tafsīr ġarīb al-Qur’ān : commentaire philologique sur les passages obscurs du coran
- Ta’wīl muḫtalif al-h̩adīt̠ : les plus importants des ouvrages « théologiques » d’Ibn Qutayba, où il expose clairement ses idées politiques et religieuses.
- Les Sources des informations (K. ʿUyūn al-aḫbār) : encyclopédie consistant en une large compilation d’anecdotes et d’informations à caractère historique, éthique et littéraire dans le style de l’adab. Cet ouvrage compte 10 livres organisés dans l'ordre suivant : le pouvoir, la guerre, la noblesse, le caractère, la rhétorique, l'ascétisme, l'amitié, les prières, la nourriture, les femmes.
- L'imamat et la politique (Al-imâma wa Al-Siyâsa) : commentaire sur le rôle politique et religieux des califes.